# Dimetilsilanodiol
Dimetilsilanodiol é um organossilanol, análogo do composto instável Propano-2,2-diol, com silício substituindo o carbono central.

## Preparação e reação
O composto é preparado pela hidrólise do diclorodimetilsilano.

## Uso
O dimetilsilanodiol é um High Production Volume Chemical (HPVC), que não é disponível comercialmente.
Ele se polimeriza por condensação no polidimetilsiloxano,[carece de fontes?] sendo usado na fabricação de silicones.

## Importância biológica
Nos animais e nos seres humanos, o dimetilsilanodiol pode ser metabolizado em hexametildissiloxano, octametilciclotetrassiloxano e decametilciclopentassiloxano. Dimetilsilanodiol é um dos produtos da hidrólise do polidimetilsiloxano.[carece de fontes?]

## Literatura
- Miryam Fischer-Reinhard: Mikrobieller Abbau von Siliconölen, Siloxanen und Silanolen?, Dissertation, TU Darmstadt, 2007 (em alemão)